# Aşağı Dünya
Koordinaten: 36° 26′ 50,5″ N, 34° 0′ 35,3″ O

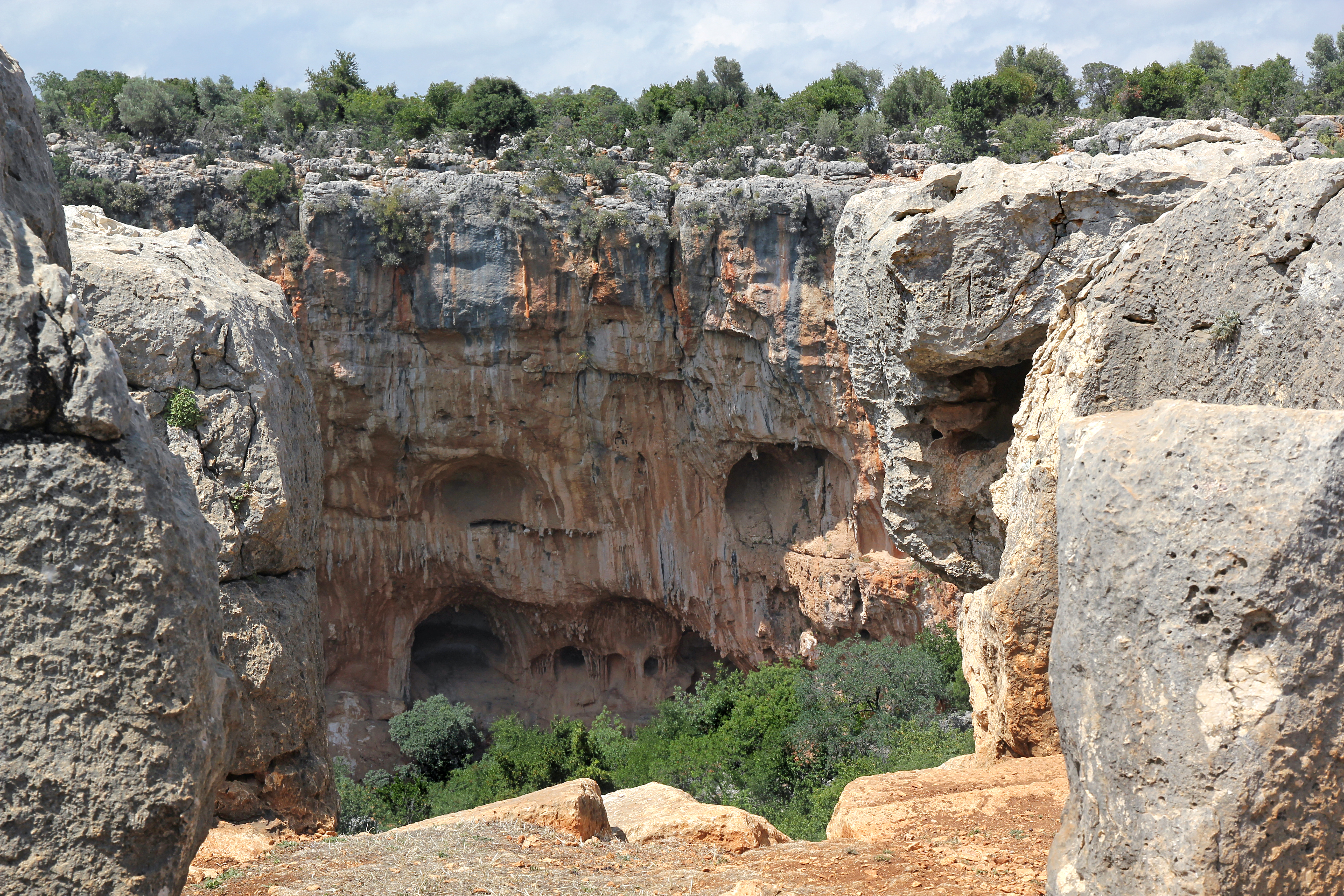
Blick in die Doline

Aşağı Dünya (türkisch für Unterwelt, auch Akhayat) ist eine Doline mit einer dabeiliegenden antiken Siedlung im Rauen Kilikien in der Südtürkei.

## Lage
Der Karsteinbruch liegt im Landkreis Silifke der türkischen Provinz Mersin, etwa zehn Kilometer nordöstlich von Silifke und 70 Kilometer südwestlich der Provinzhauptstadt Mersin. Dort zieht sich das steile Tal Yenibahçe Deresi vom Mittelmeer beim Badeort Atakent nach Norden ins bergige Hinterland. Parallel dazu verläuft im Westen die Straße von Atakent, dem antiken Korasion, über İmamlı und Keşlitürkmenli nach Uzuncaburç, dem alten Olba. Sie passiert zunächst die Ruinen der antiken Orte Karadedeli, Karakabaklı und Işıkkale im Osten. 600 Meter nach Işıkkale zweigt dann nach rechts ein Feldweg ab, der nach etwa 800 Metern Aşağı Dünya erreicht, 400 Meter westlich des Yenibahçe-Tales. Am weiteren Verlauf der Straße liegt rechts die antike Siedlung Kültesir, von wo aus ein weiterer Weg von etwa einem Kilometer zur römischen Villa rustica Sinekkale führt.

## Beschreibung
Die Doline weist große Ähnlichkeiten mit den beiden Korykischen Grotten (Cennet ve Cehennem) und dem Einbruch von Kanytelleis (Kanlıdivane) auf, die beide nicht weit, ebenfalls in dem Gebiet zwischen den Flüssen Limonlu und Göksu, in der Antike Lamos und Kalykadnos, liegen. Sie ist oval und hat einen Durchmesser von 100 Metern in West-Ost- und 150 Metern in Nord-Süd-Richtung, die Tiefe beträgt etwa 70 Meter.
Am südlichen Rand liegen die Reste von Häusern einer Siedlung aus spätrömisch-frühbyzantinischer Zeit, eine weitere Siedlung mit einer Grundfläche von 2,3 Hektar befindet sich 200 Meter südöstlich davon. Einige Bauten sind in den Felsen gehauen, sichtbar sind noch Mauerreste und Türrahmen sowie eine Pressanlage. Einer der Türstürze trägt vier Olbische Zeichen. Des Weiteren liegen Säulenaltäre mit Büstenreliefs und Inschriften im Gelände, auch Chamosorien sind zu sehen.

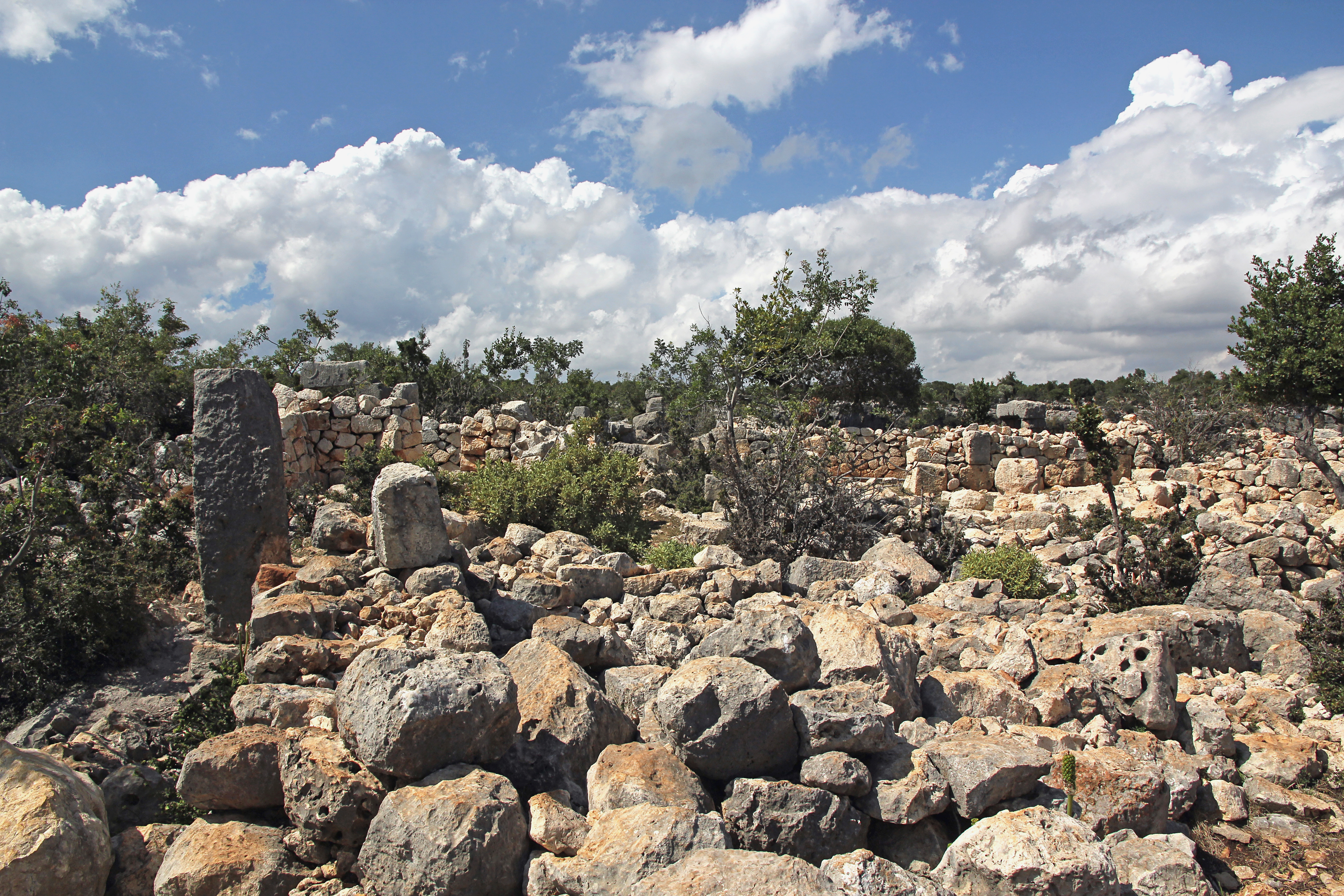
Hausruinen
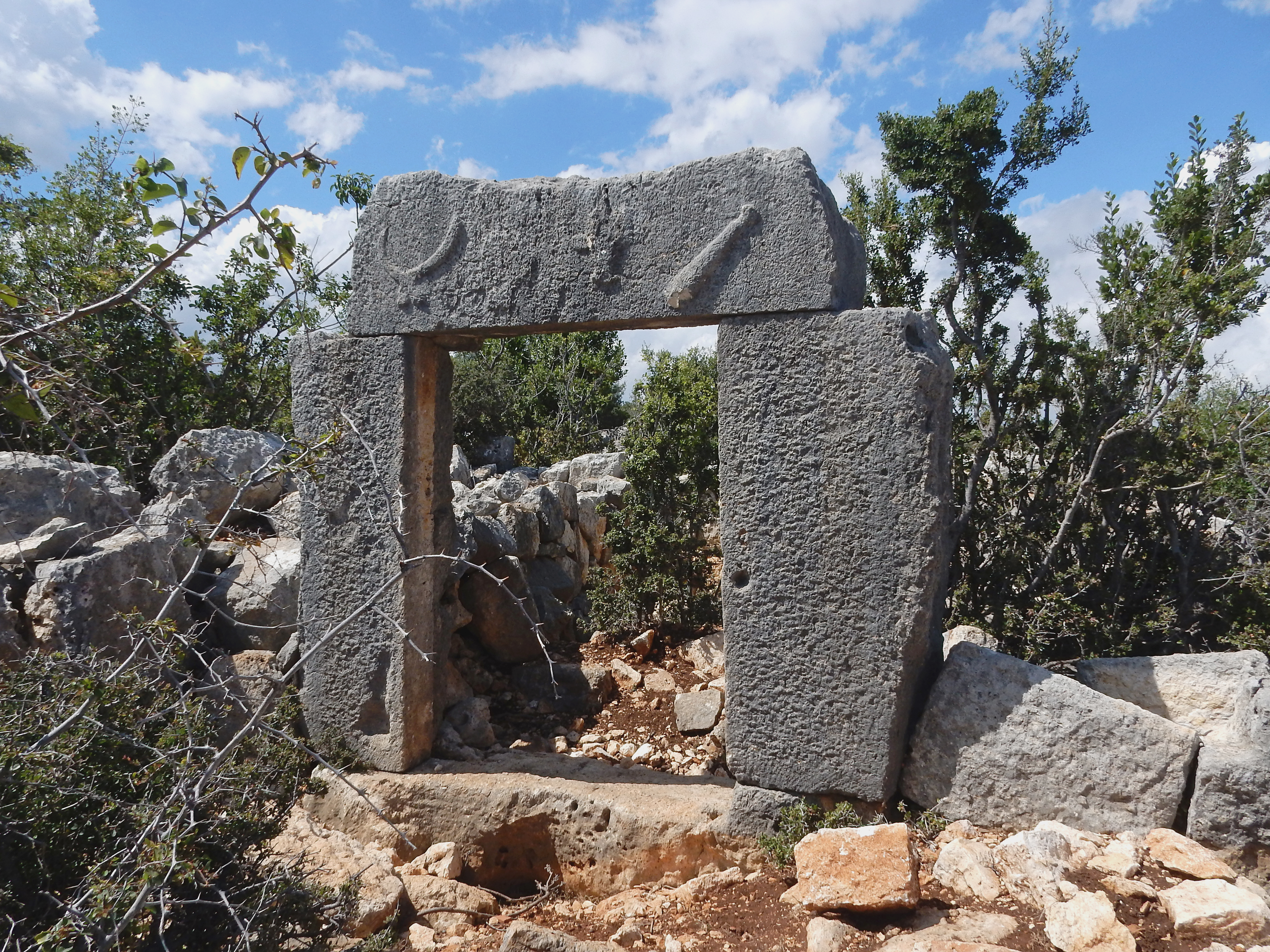
Türsturz mit Olbischen Zeichen
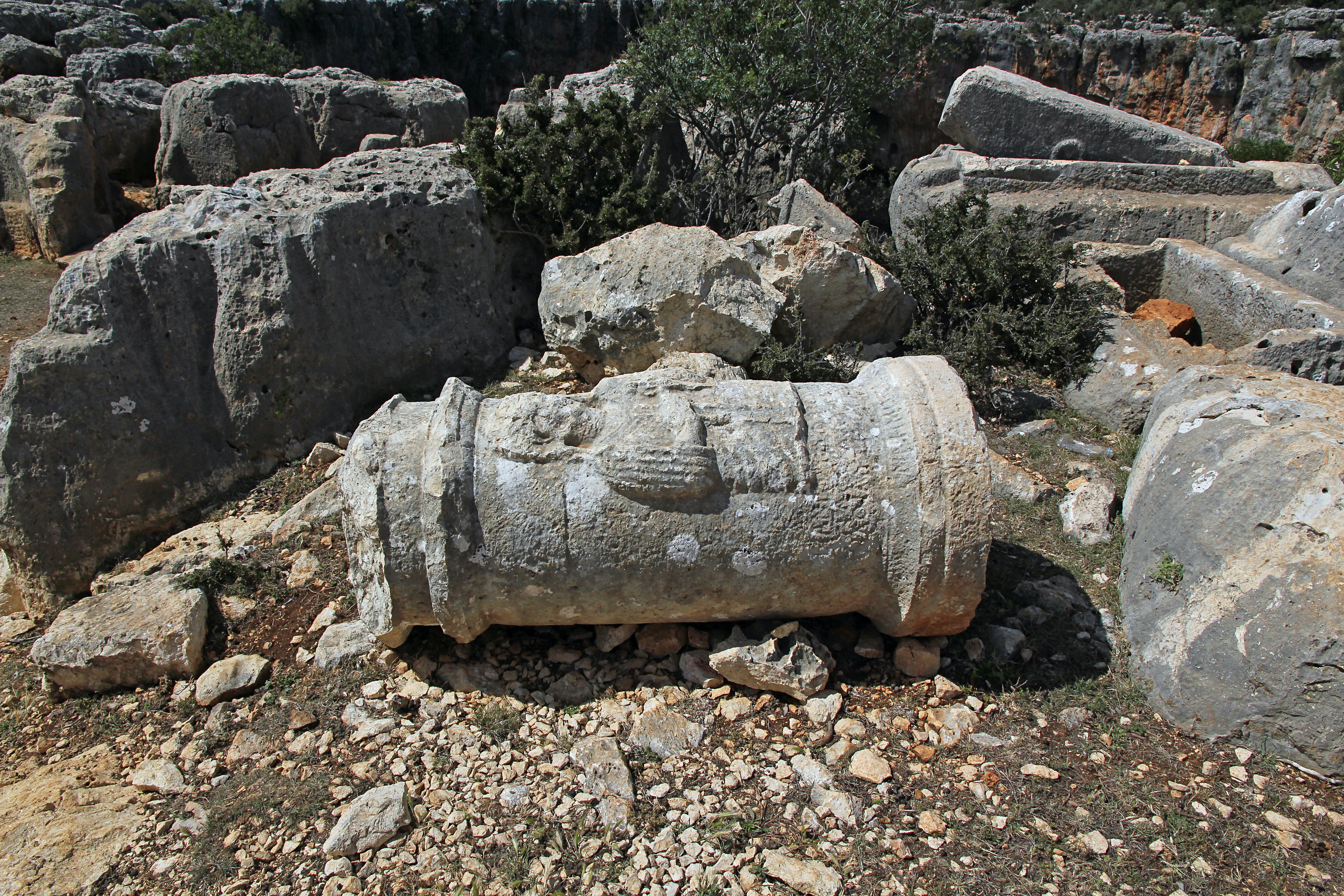
Säulenaltar mit Büstenrelief
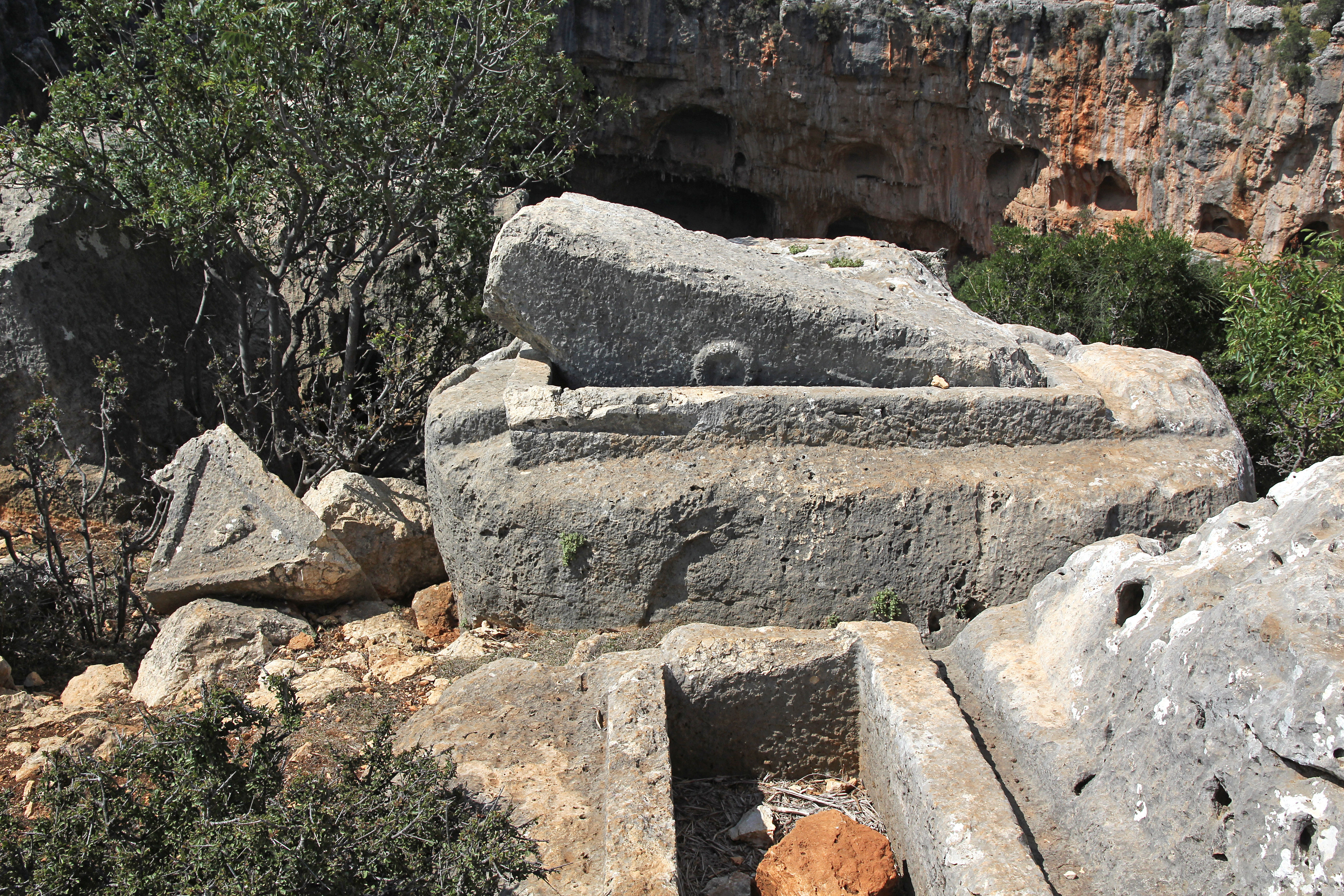
Chamosorien